# Aglais derennei
Aglais derennei är en fjärilsart som beskrevs av Cabeau 1922. Aglais derennei ingår i släktet Aglais och familjen praktfjärilar. Inga underarter finns listade i Catalogue of Life.